# Cuora mccordi
Cuora mccordi es una especie de tortuga de la familia Geoemydidae. Esta especie es endémica de China, con una limitada distribución en la provincia de Guangxi. Fue descrita por Ernst en 1988 en el comercio de mascotas chino, esta tortuga carecía de datos de distribución hasta que Zhou (2007) fue capaz de informar de su naturaleza. Es una de las especies de tortuga más amenazada, muy buscada por la medicina tradicional china y por los aficionados a las tortugas. Su caparazón mide de 14 cm a 18 cm de longitud.